# Agrodiaetus punctigera
Agrodiaetus punctigera är en fjärilsart som beskrevs av Franz Dannehl 1927. Agrodiaetus punctigera ingår i släktet Agrodiaetus och familjen juvelvingar. Inga underarter finns listade i Catalogue of Life.